# ريجينو سيسيليا
ريجينو سيسيليا (بالهولندية: Rigino Cicilia) (23 سبتمبر 1994 بويلمستاد في كوراساو - ) هو لاعب كرة قدم هولندي في مركز الهجوم. لعب مع آر كي سي فالفيك ورودا ياي سي.

## روابط خارجية
- ريجينو سيسيليا على موقع قاعدة بيانات كرة القدم.إي يو (الإنجليزية)
- ريجينو سيسيليا على موقع Soccerway.com (الإنجليزية)